# Asimina × nashii
Asimina × nashii (cũng được viết là Asimina ×nashii hay Asimina nashii) là loài thực vật có hoa lai ghép thuộc họ Na. Loài này được Robert Kral mô tả khoa học đầu tiên năm 1960.